# Stanislas Ogoudjobi
Hadjekoudoumi Stanislas Ogoudjobi (* 25. März 1977 in Porto-Novo) ist ein ehemaliger beninischer Taekwondoin.

## Karriere
Ogoudjobi nahm, als die Sportart bei den Olympischen Spielen 2000 offiziell ins Programm aufgenommen wurde, als Benins erster Olympionike im Taekwondo teil. Im Leichtgewicht unterlag er in seinem ersten Kampf dem deutschen Starter Aziz Acharki nach Punkten. Bei den Afrikaspielen 2003 gewann er in seiner Gewichtsklasse die Silbermedaille.